# Tutti Frutti Tequila
Tutti Frutti Tequila is een nummer van Nederlandse zangeres Kovacs uit 2021.
"Tutti Frutti Tequila" is een gaat over het wegdrinken van emoties om alles te vergeten. Door het zomerse geluid klinkt het nummer vrolijker dan de meeste vorige singles van Kovacs. Het nummer bereikte de Nederlandse Top 40 of Tipparade niet, maar haalde wel de 31e positie in de Nederlandse Airplay Top 50. Ook werd het NPO Radio 2 TopSong en haalde het de 11e positie in de Verrukkelijke 15 van NPO Radio 2.

## Tracklijst
- Muziekdownload

1. "Tutti Frutti Tequila" - 2:28